# Gerberding épület
A Gerberding épület a Washingtoni Egyetem Rektori Kabinetjének székhelye. Névadója William P. Gerberding, az intézmény egykori vezetője.

## Története
Az 1949-ben megnyílt adminisztrációs épület a második világháború óta épült első jelentősebb egyetemi létesítmény. Tervezői Victor N. Jones és John T. Jacobsen; a kivitelezés 1 561 924 dollárba került.
Az épület 1995-ben felvette William P. Gerberding egykori rektor nevét.

## Díszítőelemek
A gótikus stílusú épületet vízköpők, hegyes boltívek, tornyok és nyeregtetők jellemzik. A tetőt Dudley Pratt 25 szobra veszi körül, amelyek az egyetem által oktatott szakirányokat ábrázolják (például Neptunus alakja az oceanográfiai és halászati képzést). A központi torony homlokzatán a Phi Beta Kappa diákszövetség szimbólumai láthatóak. A torony haranglábként épült, azonban ezen funkcióját csak 2008-tól látja el. A külső kapualjban Herbert T. Condon egykori hallgatói ügyekért felelős dékán és a „Friend of Youth” („a fiatalság barátja”) felirat látható.
Az épület körüli szobrok egyike egy szibériai huskyt, egy másik pedig kezeiben mechanikus számológépet és pénzeszsákot tartó férfit ábrázol. Az épület kettő, egymáshoz képest elcsúsztatott szárnyból áll.

## Fordítás
- Ez a szócikk részben vagy egészben  a   Gerberding Hall című angol Wikipédia-szócikk ezen változatának fordításán alapul.  Az eredeti cikk szerkesztőit annak laptörténete sorolja fel. Ez a jelzés csupán a megfogalmazás eredetét és a szerzői jogokat jelzi, nem szolgál a cikkben szereplő információk forrásmegjelöléseként.